# Pacific Rim Rugby Championship 1999
Das Pacific Rim Rugby Championship 1999 war die vierte Ausgabe des Rugby-Union-Turniers Pacific Rim Rugby Championship. Teilnehmer waren die Nationalmannschaften Fidschis, Japans, Kanadas, Samoas, Tongas und der Vereinigten Staaten. Jedes Team trat je einmal gegen alle anderen Teams an. Den Titel sicherte sich zum ersten (und einzigen) Mal Japan.
Die Spiele, die Fidschi, Samoa und Tonga untereinander austrugen, zählten auch für die Pacific Tri-Nations 1999.

## Tabelle
|    | Land               | Spiele | Siege | Unent. | Ndlg. | Spiel- punkte | Diff. | Tabellen- punkte |
| -- | ------------------ | ------ | ----- | ------ | ----- | ------------- | ----- | ---------------- |
| 1. | Japan              | 5      | 4     | 0      | 1     | 160:119       | + 41  | 13               |
| 2. | Samoa              | 5      | 3     | 1      | 1     | 111:91        | + 20  | 12               |
| 3. | Vereinigte Staaten | 5      | 3     | 0      | 2     | 124:115       | + 9   | 11               |
| 4. | Fidschi            | 5      | 3     | 0      | 2     | 124:127       | − 3   | 11               |
| 5. | Tonga              | 5      | 1     | 1      | 3     | 88:129        | − 41  | 8                |
| 6. | Kanada             | 5      | 0     | 0      | 5     | 90:116        | − 26  | 5                |

Anmerkung: Für einen Sieg gab es drei Punkte, für ein Unentschieden zwei Punkte und für eine Niederlage einen Punkt.

## Ergebnisse
| 1. Mai 1999 13:05 JST | Japan                                                                     | 23 : 21         | Kanada                                                       | Prinz-Chichibu-Rugbystadion, Tokio Zuschauer: 13.000 Schiedsrichter: Masunu Talapusi (Samoa) |
| 1. Mai 1999 13:05 JST | Versuche: Joseph McCormick Erhöhungen: Hirose (2) Straftritte: Hirose (3) | (13:10) Bericht | Versuche: Baugh Smith Erhöhungen: Ross Straftritte: Ross (3) | Prinz-Chichibu-Rugbystadion, Tokio Zuschauer: 13.000 Schiedsrichter: Masunu Talapusi (Samoa) |

| 8. Mai 1999 13:00 JST | Japan                                                                      | 44 : 17        | Tonga                                                              | Prinz-Chichibu-Rugbystadion, Tokio Zuschauer: 14.000 Schiedsrichter: Kevin Hanley (Kanada) |
| 8. Mai 1999 13:00 JST | Versuche: Hirose Ōhata Tuidraki Erhöhungen: Hirose Straftritte: Hirose (9) | (22:5) Bericht | Versuche: Tapueluelu Vunipola Strafversuch Erhöhungen: Tuihalamaka | Prinz-Chichibu-Rugbystadion, Tokio Zuschauer: 14.000 Schiedsrichter: Kevin Hanley (Kanada) |

| 15. Mai 1999 | Kanada                                                                          | 29 : 40        | Fidschi                                                                                          | Thunderbird Stadium, Vancouver Zuschauer: 6.500 |
| 15. Mai 1999 | Versuche: Hutchinson Nichols Smith Whittaker Erhöhungen: Ross Straftritte: Ross | (3:22) Bericht | Versuche: Lasagavibau (2) Sotutu Tawake Uluinayau Erhöhungen: Little (3) Straftritte: Little (3) | Thunderbird Stadium, Vancouver Zuschauer: 6.500 |

| 15. Mai 1999 | Vereinigte Staaten                                                                                   | 30 : 10        | Tonga                                                                  | Boxer Stadium, San Francisco Zuschauer: 4.600 Schiedsrichter: Bruce Kuklinski (Kanada) |
| 15. Mai 1999 | Versuche: Dalzell Hightower Saulala Erhöhungen: Dalzell Morrow (2) Straftritte: Dalzell Williams (2) | (16:3) Bericht | Versuche: Tuihalamaka Erhöhungen: Tuihalamaka Straftritte: Tuihalamaka | Boxer Stadium, San Francisco Zuschauer: 4.600 Schiedsrichter: Bruce Kuklinski (Kanada) |

| 22. Mai 1999 13:00 JST | Japan                                                                              | 37 : 34         | Samoa                                                                                 | Hanazono-Rugbystadion, Higashiōsaka Zuschauer: 15.000 |
| 22. Mai 1999 13:00 JST | Versuche: Itō Joseph Ōhata Tuidraki Erhöhungen: Hirose (4) Straftritte: Hirose (3) | (14:20) Bericht | Versuche: Koko (2) Toala Erhöhungen: Leaegailesolo (2) Straftritte: Leaegailesolo (5) | Hanazono-Rugbystadion, Higashiōsaka Zuschauer: 15.000 |

| 22. Mai 1999 | Vereinigte Staaten                                        | 25 : 14       | Fidschi                                           | Boxer Stadium, San Francisco Zuschauer: 3.950 Schiedsrichter: Shinchi Iwashita (Japan) |
| 22. Mai 1999 | Versuche: Hightower Niumataiwalu Straftritte: Dalzell (5) | (9:7) Bericht | Versuche: Sewabu Sotutu Erhöhungen: Little Turuva | Boxer Stadium, San Francisco Zuschauer: 3.950 Schiedsrichter: Shinchi Iwashita (Japan) |

| 29. Mai 1999 | Kanada                                                    | 13 : 17        | Samoa                                                         | Thunderbird Stadium, Vancouver Zuschauer: 6.500 Schiedsrichter: Shinchi Iwashita (Japan) |
| 29. Mai 1999 | Versuche: Stanley Erhöhungen: Rees Straftritte: Rees Ross | (10:3) Bericht | Versuche: Lam Leaupepe Erhöhungen: Vili (2) Straftritte: Vili | Thunderbird Stadium, Vancouver Zuschauer: 6.500 Schiedsrichter: Shinchi Iwashita (Japan) |

| 5. Juni 1999 15:50 FJT | Fidschi                                                     | 16 : 9         | Japan                   | Churchill Park, Lautoka Zuschauer: 15.000 Schiedsrichter: Dan Hamaia (Tonga) |
| 5. Juni 1999 15:50 FJT | Versuche: Satala Erhöhungen: Little Straftritte: Little (3) | (10:6) Bericht | Straftritte: Hirose (3) | Churchill Park, Lautoka Zuschauer: 15.000 Schiedsrichter: Dan Hamaia (Tonga) |

| 5. Juni 1999 | Samoa                     | 6 : 6         | Tonga                      | Apia Park, Apia Zuschauer: 15.000 |
| 5. Juni 1999 | Straftritte: Schuster (2) | (0:0) Bericht | Straftritte: Taumalolo (2) | Apia Park, Apia Zuschauer: 15.000 |

| 12. Juni 1999 14:00 HST | Vereinigte Staaten                                                                                         | 31 : 47         | Japan                                                                               | Kapiolani Park, Honolulu Zuschauer: 3.900 Schiedsrichter: Etoni Tonga (Tonga) |
| 12. Juni 1999 14:00 HST | Versuche: Billups Dalzell Hightower Scharrenberg Erhöhungen: Dalzell (2) Williams (2) Straftritte: Dalzell | (17:27) Bericht | Versuche: Masuho (3) Ōhata (2) Smith Erhöhungen: Hirose (4) Straftritte: Hirose (3) | Kapiolani Park, Honolulu Zuschauer: 3.900 Schiedsrichter: Etoni Tonga (Tonga) |

| 19. Juni 1999 | Kanada                                                          | 17 : 18        | Vereinigte Staaten                                                     | Fletcher’s Fields, Markham Zuschauer: 4.500 Schiedsrichter: Nobofumi Tanaka (Japan) |
| 19. Juni 1999 | Versuche: Graf Lougheed Erhöhungen: Graf Ross Straftritte: Ross | (10:5) Bericht | Versuche: Anitoni Dalzell Erhöhungen: Dalzell Straftritte: Dalzell (2) | Fletcher’s Fields, Markham Zuschauer: 4.500 Schiedsrichter: Nobofumi Tanaka (Japan) |

| 26. Juni 1999 | Tonga | 37 : 39         | Fidschi                                                                                             | Teufaiva Sport Stadium, Nukuʻalofa Zuschauer: 11.000 Schiedsrichter: Anetereʻa Aiolupotea (Samoa) |
| 26. Juni 1999 | Versuche: Ahotaʻeiloa Fakaʻosiʻfolau Faletau Tiueti Erhöhungen: Tuipulotu (4) Straftritte: Tuipulotu (3) | (13:29) Bericht | Versuche: Lasagavibau Rabaka Tikomaimakogai (3) Erhöhungen: Litle (3) Serevi Straftritte: Litle (2) | Teufaiva Sport Stadium, Nukuʻalofa Zuschauer: 11.000 Schiedsrichter: Anetereʻa Aiolupotea (Samoa) |

| 26. Juni 1999 | Samoa                                                                          | 27 : 20        | Vereinigte Staaten                                                           | Apia Park, Apia Schiedsrichter: Ian Hyde-Lay (Kanada) |
| 26. Juni 1999 | Versuche: Leaupepe Lima (2) Soʻoalo Erhöhungen: Bachop (2) Straftritte: Bachop | (14:3) Bericht | Versuche: Grobler Lyle Erhöhungen: Dalzell (2) Straftritte: Dalzell Williams | Apia Park, Apia Schiedsrichter: Ian Hyde-Lay (Kanada) |

| 3. Juli 1999 | Tonga                                                                       | 18 : 10       | Kanada                                               | Teufaiva Sport Stadium, Nukuʻalofa Zuschauer: 3.000 Schiedsrichter: Sakaraia Vuki (Fidschi) |
| 3. Juli 1999 | Versuche: Tatafu Tuipulotu Erhöhungen: Tuipulotu Straftritte: Tuipulotu (2) | (6:3) Bericht | Versuche: Charron Erhöhungen: Rees Straftritte: Rees | Teufaiva Sport Stadium, Nukuʻalofa Zuschauer: 3.000 Schiedsrichter: Sakaraia Vuki (Fidschi) |

| 3. Juli 1999 | Fidschi                                | 15 : 27         | Samoa                                                                | Churchill Park, Lautoka Zuschauer: 17.000 Schiedsrichter: Ian Hyde-Lay (Kanada) |
| 3. Juli 1999 | Versuche: Qauqau Serevi Tikomaimakogai | (15:22) Bericht | Versuche: Bachop Leaupepe Soʻoalo Tuigamala Vaega Erhöhungen: Bachop | Churchill Park, Lautoka Zuschauer: 17.000 Schiedsrichter: Ian Hyde-Lay (Kanada) |